# Notostylops

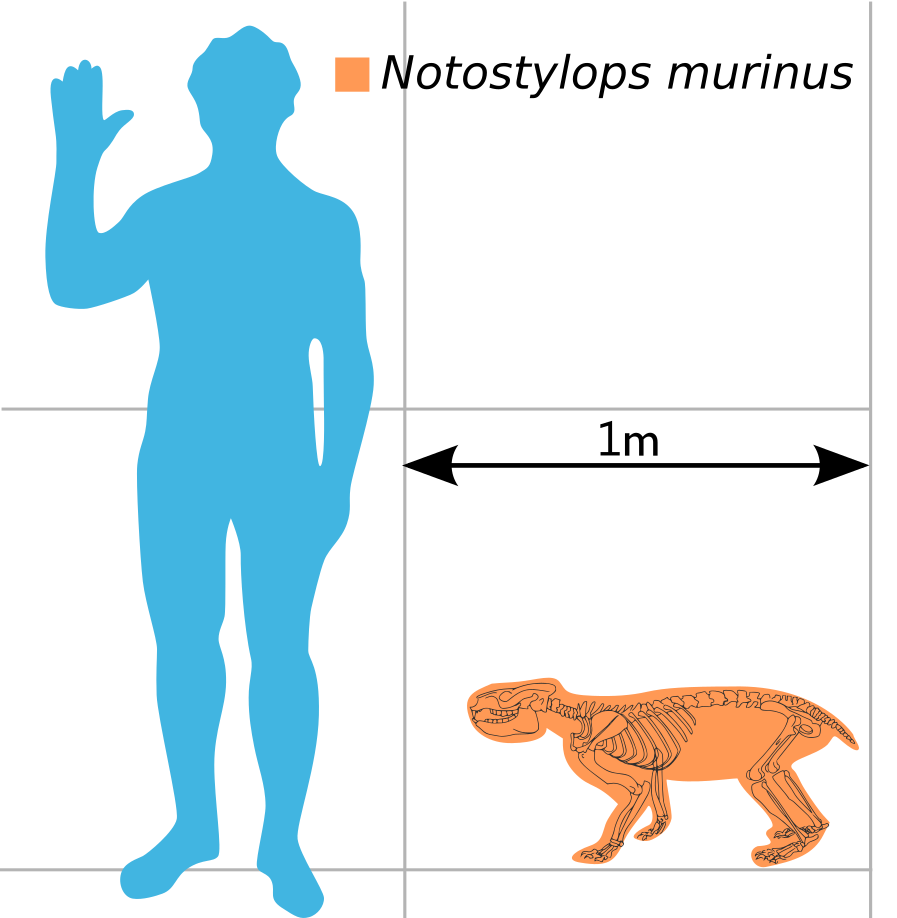
Порівняння з людиною

Notostylops — рід вимерлих південноамериканських нотоунгулят з еоценової Аргентини. Скам'янілості представників роду були знайдені у формаціях Сарм'єнто, Касамайор, Андесітас Уанкаче та Колуель Кайке.

## Опис
Нотостилопс був дуже узагальненою твариною, дуже схожою на перших евтерієвих і унгулят. Він був схожий на ракуна чи ласку, і підозрюють, що він шукав низькорослі рослини. Ймовірно, він був пристосований до досить широкого діапазону екологічних ніш, але його міцність вказує на те, що він мав риси копання. У його високому черепі були зуби-різці, схожі на гризунові. Нотостилопс мав довжину приблизно 75 сантиметрів.